# Fritillaria mughlae
Fritillaria mughlae ist eine Pflanzenart aus der Gattung Fritillaria in der Familie der Liliengewächse (Liliaceae).

## Beschreibung
Die Zwiebeln sind kugelförmig und messen 0,8 bis 1,2 × 0,8 bis 1,7 Zentimeter. Die Zwiebelhaut ist dünn und papierartig. Der Stängel ist aufrecht, glatt und 7 bis 25 Zentimeter hoch. Die fünf bis zwölf Laubblätter sind sitzend, wechselständig und bereift grün. Die untersten Blätter messen 4,5 bis 12,3 × 0,5 bis 0,8 Zentimeter und sind linealisch-lanzettlich bis zugespitzt. Die mittleren Blätter messen 3,2 bis 12,5 × 0,2 bis 0,7 Zentimeter und sind wie das einzige Hochblatt, das eine Größe von 2,8 bis 9,2 × 0,1 bis 0,4 Zentimetern besitzt, linealisch und zugespitzt.
Es sind ein oder zwei Blüten vorhanden. Die Blütenhülle ist schmal glockenförmig. Die Perigonblätter sind grünlich-gelb gefärbt, verblüht werden sie braun mit Adern. Die äußeren Perigonblätter messen 14 bis 20 × 5 bis 6 Millimeter und sind stumpf mit einem Wimpernschopf an der Spitze, die inneren sind ähnlich, aber nur 4 bis 5 Millimeter breit. Die Nektarien befinden sich am Grund der Blütenhülle, messen 3 bis 4 × 1 Millimeter und sind lanzettlich und grünlich-gelb. Die Staubfäden sind 6,5 bis 8 Millimeter lang, gelb, papillös und verbreitern sich zur Basis hin. Die Staubbeutel sind 3,5 bis 5 Millimeter lang, länglich-elliptisch, gelb und am Grund angewachsen. Die Griffel sind 6 bis 8 Millimeter lang und dreispaltig, die Äste sind 1 bis 3 Millimeter lang und papillös. Die Narbe ist ganz. Die Kapselfrüchte messen 18 bis 21 × 10 bis 13 Millimeter und sind verkehrt-lanzettlich und ungeflügelt. Die Samen messen 3,5 bis 6 × 3,5 bis 5 Millimeter und sind flach und eiförmig. Die Samenschale ist hellbraun und besitzt ein wabenartiges Netzmuster.
Die Blütezeit liegt im Februar und März.
Die Chromosomenzahl beträgt 2n = 24. Zwei Chromosomenpaare sind mehr oder weniger symmetrisch, zehn sind asymmetrisch. Von Ersteren ist ein Paar metazentrisch und eines submetazentrisch, von Letzteren sechs subtelozentrisch und vier telozentrisch.

## Vorkommen
Fritillaria mughlae ist bislang nur aus den Landkreisen Datça und Marmaris in der Provinz Muğla im Südwesten der Türkei bekannt. Die Art ist ein ostmediterranes Florenelement. Sie wächst auf felsigen Hängen auf Serpentin, auf Lichtungen in Kiefernwäldern und in Kermeseichen-Gebüsch in Höhenlagen von 70 bis 350 Metern.

## Systematik
Fritillaria mughlae wurde 2008 von den türkischen Botanikern Mehtap Tekşen und Zeki Aytaç erstbeschrieben. Die Art ist nach der türkischen Provinz Muğla benannt. Frühere Aufsammlungen im selben Gebiet wurden nicht von der ähnlichen Fritillaria forbesii getrennt.

## Belege
- Mehtap Tekşen, Zeki Aytaç: Fritillaria mughlae (Liliaceae), a New Species from Turkey. In: Annales Botanici Fennici. Band 45, Nr. 2, 2008, S. 141–147, 2008, doi:10.5735/085.045.0209, PDF-Datei.